# 雙魚座XZ
雙魚座XZ，又名BD-00 4585，HD 224062、SAO 146973、HR 9047，是雙魚座的一颗恒星，视星等为5.61，位于銀經94.06，銀緯-59.55，其B1900.0坐标为赤經23h 49m 39.5s，赤緯-0° -59.55′ 48″。